# AppArmor
AppArmor és un sistema de seguretat per al nucli Linux que restringeix les accions dels programes mitjançant perfils personalitzats. Aquests perfils defineixen quins recursos (fitxers, xarxa, etc.) poden accedir a cada aplicació. Afegeix una capa addicional als permisos tradicionals (MAC), s'implementa a través de LSM i complementa el control d'accés discrecional (DAC) tradicional d'Unix.
Destaquen tres característiques: La primera és el control d'accés detallat, ja que es limiten les operacions com la lectura i la escriptura d'arxius o connexions de xarxa. La segona, ser independent del sistema de fitxers, funciona amb qualsevol estructura de fitxers. Finalment, el seu mode d'aprenentatge registra activitats no permeses per a ajustar els perfils.